# Copa J. League 2020
La Copa J. League 2020, también conocida como Copa YBC Levain J. League 2020 por motivos de patrocinio, fue la 45.ª edición de la Copa de la Liga de Japón y la 28.ª edición bajo el actual formato.
El campeón fue F.C. Tokyo, tras vencer en la final a Kashiwa Reysol. De esta manera, el conjunto de la capital del Japón volvió a dar la vuelta olímpica luego de once años.

## Formato de competición
La reglamentación principal se anunció el 16 de diciembre de 2019, mientras que el calendario y los enfrentamientos el 16 de enero de 2020. Básicamente, se ha seguido la regulación del año anterior.
- Formaron parte del torneo los 18 equipos que participaron de la J1 League 2020. Yokohama F.C. retornó al certamen tras trece años de ausencia.
  - Yokohama F. Marinos y Vissel Kobe, clasificados para la fase de grupos de la Liga de Campeones de la AFC 2020, estuvieron exentos de participar en la fase de grupos e ingresarán directamente a cuartos de final.
  - F.C. Tokyo y Kashima Antlers, que debían competir en las rondas previas de la Liga de Campeones de la AFC, estarían exentos al igual que los dos equipos anteriores si llegaban a triunfar en esos duelos; de otro modo, ocuparían un lugar en la fase de grupos y absorberían los lugares de Matsumoto Yamaga y Júbilo Iwata, o solo el de este último si uno de aquellos quedaba eliminado. Finalmente, solo el cuadro de la capital nipona ganaría su llave eliminatoria e ingresaría a la fase de grupos de la competición continental; en consecuencia, comenzó su participación en la Copa J. League 2020 en cuartos de final, mientras que Antlers ocupó la plaza en zona de grupos que le correspondía momentáneamente a Júbilo Iwata.[3]
- Fase de grupos: Los restantes 16 equipos fueron divididos en cuatro grupos de cuatro clubes cada uno según sus posiciones en la temporada 2019. De esta manera, cada cuadro debería disputar seis juegos en total -tres de local y tres de visitante-.
  - Grupo A: Kashima Antlers (3.º), Kawasaki Frontale (4.º), Shimizu S-Pulse (12.º) y Nagoya Grampus (13.º).
  - Grupo B: Cerezo Osaka (5.º), Vegalta Sendai (11.º), Urawa Red Diamonds (14.º) y Matsumoto Yamaga (17.º).
  - Grupo C: Sanfrecce Hiroshima (6.º), Hokkaido Consadole Sapporo (10.º), Sagan Tosu (15.º) y Yokohama F.C. (J2 - 2.º).
  - Grupo D: Gamba Osaka (7.º), Oita Trinita (9.º), Shonan Bellmare (16.º) y Kashiwa Reysol (J2 - 1.º).
  - Para determinar el orden de clasificación de los equipos se utilizaron los siguientes criterios:
    1. Puntos en partidos cara a cara entre equipos empatados.
    2. Diferencia de goles en partidos cara a cara entre equipos empatados.
    3. Goles marcados en partidos cara a cara entre equipos empatados.
    4. Goles de visitante marcados en partidos cara a cara entre equipos empatados.
    5. Si más de dos equipos están empatados, y tras la aplicación de todos los criterios cara a cara una parte de los conjuntos sigue igualada, se vuelve a aplicar los criterios solamente con los cuadros empatados.
    6. Diferencia de goles en todos los partidos de grupo.
    7. Goles marcados en todos los partidos de grupo.
    8. Tanda de penales si solo dos equipos están empatados y se enfrentan en la última fecha del grupo.
    9. Menos puntos disciplinarios.
    10. Sorteo.
- Los dos primeros de cada grupo avanzarían a la fase eliminatoria.
  - En caso de que hubiera 3 clubes japoneses en la fase de grupos de la Liga de Campeones de la AFC, los dos primeros de cada zona más los dos mejores terceros clasificarían a la fase eliminatoria.
  - En caso de que hubiese 2 clubes japoneses en la fase de grupos de la Liga de Campeones de la AFC, los tres primeros de cada zona clasificarían a la fase eliminatoria.
- Fase eliminatoria: se enfrentarían en serie de dos partidos, a ida y vuelta. En caso de igualdad en el total de goles, se aplicaría la regla del gol de visitante y, si aún persistía el empate, se realizaría una prórroga, en donde ya no tendrían valor los goles fuera de casa. De continuar la igualdad en el marcador global, se realizaría una tanda de penales. Los vencedores clasificarían a la fase final.
- Fase final: se llevaría a cabo entre los clubes provenientes de la fase eliminatoria junto con Yokohama F. Marinos, Vissel Kobe y F.C. Tokyo.
  - En cuartos de final y semifinales se enfrentarían en serie de dos partidos, a ida y vuelta. Se aplicarían las mismas reglas que en la fase eliminatoria.
  - La final se jugaría a un solo partido. En caso de empate en los 90 minutos se haría una prórroga; si aún persistía la igualdad, se ejecutaría una tanda de penales.

### Cambios en el reglamento por la propagación de la nueva infección por coronavirus
En respuesta a la opinión de la Reunión Nacional de Expertos del 24 de febrero sobre la propagación de la infección por el nuevo coronavirus, después de que se realizara la primera fecha, el presidente decidió aplazar los 7 partidos de la fecha 2 de la fase de grupos programados para el 26 de febrero. Todos los juegos oficiales de la J. League programados para celebrarse hasta el 15 de marzo se pospusieron en la reunión del consejo celebrada en la tarde del 25 de febrero (se incluyen aquí los encuentros correspondientes a las fechas 2 y 3 de la Copa Levain). El 25 de marzo, se pospusieron las jornadas 4, 5 y 6 de la fase de grupos. Además, el 8 de abril se decidió postergar la ida de la fase eliminatoria de la Copa Levain.
Al observar que el calendario del torneo, incluido los juegos de liga, se había retrasado significativamente, se tomó una última decisión. En la reunión extraordinaria de consejo celebrada el 5 de junio de 2020, se decidió cambiar el reglamento de la siguiente manera:
- Las reglas de futbolistas sub-21 (que incluyen a uno o más japoneses de 21 años o menos hasta el 31 de diciembre de 2020 como titulares) no se aplican a todos los partidos.
- La fase de grupos se cambió del anterior formato de “ida y vuelta” (6 juegos para cada equipo) a uno de una sola rueda (3 partidos para cada club), con los cruces ya preestablecidos.
  - Los resultados de la fecha 1 de la fase de grupos seguirán siendo válidos.
  - Matsumoto Yamaga, que participaba de la J2 League, no disputó más partidos desde la segunda jornada. Vegalta Sendai y Urawa Red Diamonds, que todavía no habían jugado contra Matsumoto en el Grupo B, sumaron 3 puntos para determinar la clasificación dentro y entre grupos.
- La fase eliminatoria fue cancelada y el ganador de cada grupo más el mejor segundo (5 clubes en total) avanzaron a la fase final.
- La fase final se llevó a cabo entre los clubes provenientes de la fase de grupos junto con Yokohama F. Marinos, Vissel Kobe y F.C. Tokyo. Todas las rondas se disputaron a un solo partido, pero solo la final tendría prórroga en caso de empate en los 90 minutos. En cuartos de final y semifinales se ejecutaría directamente una tanda de penales, mientras que en la final solo si persistía la igualdad tras el tiempo suplementario.

El calendario revisado se anunció el 15 de junio de 2020.

## Calendario
Todo el calendario del certamen fue anunciado el 16 de diciembre de 2019. A excepción de la primera fecha de la fase de grupos, todos los partidos de esta instancia y de la fase eliminatoria se habrían llevado a cabo los miércoles. Además, durante los Juegos Olímpicos de Tokio no se habría disputado el torneo, a diferencia de la liga.
Posteriormente, debido a la propagación de la nueva infección por coronavirus, se pospuso la segunda fecha y las posteriores de la fase de grupos, y se revisó el cronograma de acuerdo con el cambio en las regulaciones (descrito anteriormente). Las fecha corresponden a 2020, a menos que se especifique lo contrario. Por otra parte, la fecha de la final del torneo se reveló el 13 de agosto de 2020 y, por primera vez en 7 años, se llevará a cabo en el Nuevo Estadio Nacional de Tokio.
| Etapa             | Ronda             | Partido | Pr. Orig.                 | Pr. D. C.       | Observaciones |
| ----------------- | ----------------- | ------- | ------------------------- | --------------- | --- |
| Fase de grupos    | Fase de grupos    | Fecha 1 | 16 de febrero             | 16 de febrero   | Sin observaciones |
| Fase de grupos    | Fase de grupos    | Fecha 2 | 26 de febrero 11 de marzo | 5 de agosto     | 11 de marzo originalmente solo válido para Kashima Antlers vs. Kawasaki Frontale                                                                    |
| Fase de grupos    | Fase de grupos    | Fecha 3 | 4 de marzo                | 12 de agosto    | Sin observaciones |
| Fase de grupos    | Fase de grupos    | Fecha 4 | 8 de abril                | Cancelado       | Sin observaciones |
| Fase de grupos    | Fase de grupos    | Fecha 5 | 22 de abril               | Cancelado       | Sin observaciones |
| Fase de grupos    | Fase de grupos    | Fecha 6 | 6 de mayo                 | Cancelado       | Sin observaciones |
| Fase eliminatoria | Fase eliminatoria | Ida     | 27 de mayo                | Cancelado       | Sin observaciones |
| Fase eliminatoria | Fase eliminatoria | Vuelta  | 26 de junio               | Cancelado       | Sin observaciones |
| Fase final        | Cuartos de final  | Ida     | 2 de septiembre           | 2 de septiembre | Inicio de participación de los equipos clasificados a la fase de grupos de la Liga de Campeones de la AFC 2020 Cambiado a un solo partido por ronda |
| Fase final        | Cuartos de final  | Vuelta  | 6 de septiembre           | 2 de septiembre | Inicio de participación de los equipos clasificados a la fase de grupos de la Liga de Campeones de la AFC 2020 Cambiado a un solo partido por ronda |
| Fase final        | Semifinales       | Ida     | 7 de octubre              | 7 de octubre    | Participación de los ganadores de los cuartos de final Cambiado a un solo partido por ronda                                                         |
| Fase final        | Semifinales       | Vuelta  | 11 de octubre             | 7 de octubre    | Participación de los ganadores de los cuartos de final Cambiado a un solo partido por ronda                                                         |
| Fase final        | Final             | Final   | 24 de octubre             | 7 de noviembre  | Participación de los ganadores de las semifinales Posteriormente pospuesto al 4 de enero de 2021 (lunes)                                            |

## Fase de grupos

### Grupo A
| Equipo            | Pts | PJ | PG | PE | PP | GF | GC | DG |
| ----------------- | --- | -- | -- | -- | -- | -- | -- | -- |
| Kawasaki Frontale | 7   | 3  | 2  | 1  | 0  | 10 | 5  | +5 |
| Nagoya Grampus    | 7   | 3  | 2  | 1  | 0  | 6  | 2  | +4 |
| Kashima Antlers   | 3   | 3  | 1  | 0  | 2  | 5  | 6  | -1 |
| Shimizu S-Pulse   | 0   | 3  | 0  | 0  | 3  | 3  | 11 | -8 |

| \| Fecha \| Lugar \| Local \| Resultado \| Visitante \| \| ------------- \| -------- \| ----------------- \| --------- \| ----------------- \| \| 16 de febrero \| Nagoya \| Nagoya Grampus \| 1:0 \| Kashima Antlers \| \| 16 de febrero \| Kawasaki \| Kawasaki Frontale \| 5:1 \| Shimizu S-Pulse \| \| 5 de agosto \| Kashima \| Kashima Antlers \| 2:3 \| Kawasaki Frontale \| \| 5 de agosto \| Shizuoka \| Shimizu S-Pulse \| 0:3 \| Nagoya Grampus \| \| 12 de agosto \| Nagoya \| Nagoya Grampus \| 2:2 \| Kawasaki Frontale \| \| 12 de agosto \| Shizuoka \| Shimizu S-Pulse \| 2:3 \| Kashima Antlers \| |          |                   |           |                   |
| Fecha | Lugar    | Local             | Resultado | Visitante         |
| 16 de febrero | Nagoya   | Nagoya Grampus    | 1:0       | Kashima Antlers   |
| 16 de febrero | Kawasaki | Kawasaki Frontale | 5:1       | Shimizu S-Pulse   |
| 5 de agosto | Kashima  | Kashima Antlers   | 2:3       | Kawasaki Frontale |
| 5 de agosto | Shizuoka | Shimizu S-Pulse   | 0:3       | Nagoya Grampus    |
| 12 de agosto | Nagoya   | Nagoya Grampus    | 2:2       | Kawasaki Frontale |
| 12 de agosto | Shizuoka | Shimizu S-Pulse   | 2:3       | Kashima Antlers   |

| \| Fecha \| Lugar \| Local \| Resultado \| Visitante \| \| ------------- \| -------- \| ----------------- \| --------- \| ----------------- \| \| 26 de febrero \| Nagoya \| Nagoya Grampus \| \| Shimizu S-Pulse \| \| 11 de marzo \| Kashima \| Kashima Antlers \| \| Kawasaki Frontale \| \| 4 de marzo \| Kawasaki \| Kawasaki Frontale \| \| Nagoya Grampus \| \| 4 de marzo \| Shizuoka \| Shimizu S-Pulse \| \| Kashima Antlers \| \| 8 de abril \| Kawasaki \| Kawasaki Frontale \| \| Kashima Antlers \| \| 8 de abril \| Shizuoka \| Shimizu S-Pulse \| \| Nagoya Grampus \| \| 22 de abril \| Kashima \| Kashima Antlers \| \| Shimizu S-Pulse \| \| 22 de abril \| Nagoya \| Nagoya Grampus \| \| Kawasaki Frontale \| \| 6 de mayo \| Kashima \| Kashima Antlers \| \| Nagoya Grampus \| \| 6 de mayo \| Shizuoka \| Shimizu S-Pulse \| \| Kawasaki Frontale \| |          |                   |           |                   |
| Fecha | Lugar    | Local             | Resultado | Visitante         |
| 26 de febrero | Nagoya   | Nagoya Grampus    |           | Shimizu S-Pulse   |
| 11 de marzo | Kashima  | Kashima Antlers   |           | Kawasaki Frontale |
| 4 de marzo | Kawasaki | Kawasaki Frontale |           | Nagoya Grampus    |
| 4 de marzo | Shizuoka | Shimizu S-Pulse   |           | Kashima Antlers   |
| 8 de abril | Kawasaki | Kawasaki Frontale |           | Kashima Antlers   |
| 8 de abril | Shizuoka | Shimizu S-Pulse   |           | Nagoya Grampus    |
| 22 de abril | Kashima  | Kashima Antlers   |           | Shimizu S-Pulse   |
| 22 de abril | Nagoya   | Nagoya Grampus    |           | Kawasaki Frontale |
| 6 de mayo | Kashima  | Kashima Antlers   |           | Nagoya Grampus    |
| 6 de mayo | Shizuoka | Shimizu S-Pulse   |           | Kawasaki Frontale |

### Grupo B
| Equipo             | Pts | PJ | PG | PE | PP | GF | GC | DG |
| ------------------ | --- | -- | -- | -- | -- | -- | -- | -- |
| Cerezo Osaka       | 9   | 3  | 3  | 0  | 0  | 8  | 1  | +7 |
| Urawa Red Diamonds | 6   | 2  | 1  | 0  | 1  | 5  | 3  | +2 |
| Vegalta Sendai     | 3   | 2  | 0  | 0  | 2  | 2  | 8  | -6 |
| Matsumoto Yamaga   | 0   | 1  | 0  | 0  | 1  | 1  | 4  | -3 |

| \| Fecha \| Lugar \| Local \| Resultado \| Visitante \| \| ------------- \| ------- \| ------------------ \| --------- \| ------------------ \| \| 16 de febrero \| Saitama \| Urawa Red Diamonds \| 5:2 \| Vegalta Sendai \| \| 16 de febrero \| Osaka \| Cerezo Osaka \| 4:1 \| Matsumoto Yamaga \| \| 5 de agosto \| Osaka \| Cerezo Osaka \| 1:0 \| Urawa Red Diamonds \| \| 12 de agosto \| Sendai \| Vegalta Sendai \| 0:3 \| Cerezo Osaka \| |         |                    |           |                    |
| Fecha | Lugar   | Local              | Resultado | Visitante          |
| 16 de febrero | Saitama | Urawa Red Diamonds | 5:2       | Vegalta Sendai     |
| 16 de febrero | Osaka   | Cerezo Osaka       | 4:1       | Matsumoto Yamaga   |
| 5 de agosto | Osaka   | Cerezo Osaka       | 1:0       | Urawa Red Diamonds |
| 12 de agosto | Sendai  | Vegalta Sendai     | 0:3       | Cerezo Osaka       |

| \| Fecha \| Lugar \| Local \| Resultado \| Visitante \| \| ------------- \| --------- \| ------------------ \| --------- \| ------------------ \| \| 26 de febrero \| Sendai \| Vegalta Sendai \| \| Cerezo Osaka \| \| 26 de febrero \| Saitama \| Urawa Red Diamonds \| \| Matsumoto Yamaga \| \| 4 de marzo \| Matsumoto \| Matsumoto Yamaga \| \| Vegalta Sendai \| \| 4 de marzo \| Osaka \| Cerezo Osaka \| \| Urawa Red Diamonds \| \| 8 de abril \| Matsumoto \| Matsumoto Yamaga \| \| Urawa Red Diamonds \| \| 8 de abril \| Osaka \| Cerezo Osaka \| \| Vegalta Sendai \| \| 22 de abril \| Sendai \| Vegalta Sendai \| \| Matsumoto Yamaga \| \| 22 de abril \| Saitama \| Urawa Red Diamonds \| \| Cerezo Osaka \| \| 6 de mayo \| Sendai \| Vegalta Sendai \| \| Urawa Red Diamonds \| \| 6 de mayo \| Matsumoto \| Matsumoto Yamaga \| \| Cerezo Osaka \| |           |                    |           |                    |
| Fecha | Lugar     | Local              | Resultado | Visitante          |
| 26 de febrero | Sendai    | Vegalta Sendai     |           | Cerezo Osaka       |
| 26 de febrero | Saitama   | Urawa Red Diamonds |           | Matsumoto Yamaga   |
| 4 de marzo | Matsumoto | Matsumoto Yamaga   |           | Vegalta Sendai     |
| 4 de marzo | Osaka     | Cerezo Osaka       |           | Urawa Red Diamonds |
| 8 de abril | Matsumoto | Matsumoto Yamaga   |           | Urawa Red Diamonds |
| 8 de abril | Osaka     | Cerezo Osaka       |           | Vegalta Sendai     |
| 22 de abril | Sendai    | Vegalta Sendai     |           | Matsumoto Yamaga   |
| 22 de abril | Saitama   | Urawa Red Diamonds |           | Cerezo Osaka       |
| 6 de mayo | Sendai    | Vegalta Sendai     |           | Urawa Red Diamonds |
| 6 de mayo | Matsumoto | Matsumoto Yamaga   |           | Cerezo Osaka       |

### Grupo C
| Equipo                     | Pts | PJ | PG | PE | PP | GF | GC | DG |
| -------------------------- | --- | -- | -- | -- | -- | -- | -- | -- |
| Hokkaido Consadole Sapporo | 7   | 3  | 2  | 1  | 0  | 6  | 2  | +4 |
| Sanfrecce Hiroshima        | 4   | 2  | 1  | 0  | 1  | 3  | 2  | +1 |
| Yokohama F.C.              | 4   | 3  | 1  | 1  | 1  | 2  | 3  | -1 |
| Sagan Tosu                 | 1   | 2  | 0  | 0  | 2  | 0  | 4  | -4 |

| \| Fecha \| Lugar \| Local \| Resultado \| Visitante \| \| ------------- \| --------- \| -------------------------- \| -------------- \| -------------------------- \| \| 16 de febrero \| Tosu \| Sagan Tosu \| 0:3 \| Hokkaido Consadole Sapporo \| \| 16 de febrero \| Yokohama \| Yokohama F.C. \| 0:2 \| Sanfrecce Hiroshima \| \| 5 de agosto \| Tosu \| Sagan Tosu \| 0:1 \| Yokohama F.C. \| \| 5 de agosto \| Sapporo \| Hokkaido Consadole Sapporo \| 2:1 \| Sanfrecce Hiroshima \| \| 12 de agosto \| Sapporo \| Hokkaido Consadole Sapporo \| 1:1 \| Yokohama F.C. \| \| 12 de agosto \| Hiroshima \| Sanfrecce Hiroshima \| Cancelado[n 1] \| Sagan Tosu \| |           |                            |           |                            |
| Fecha | Lugar     | Local                      | Resultado | Visitante                  |
| 16 de febrero | Tosu      | Sagan Tosu                 | 0:3       | Hokkaido Consadole Sapporo |
| 16 de febrero | Yokohama  | Yokohama F.C.              | 0:2       | Sanfrecce Hiroshima        |
| 5 de agosto | Tosu      | Sagan Tosu                 | 0:1       | Yokohama F.C.              |
| 5 de agosto | Sapporo   | Hokkaido Consadole Sapporo | 2:1       | Sanfrecce Hiroshima        |
| 12 de agosto | Sapporo   | Hokkaido Consadole Sapporo | 1:1       | Yokohama F.C.              |
| 12 de agosto | Hiroshima | Sanfrecce Hiroshima        | Cancelado | Sagan Tosu                 |

| \| Fecha \| Lugar \| Local \| Resultado \| Visitante \| \| ------------- \| --------- \| -------------------------- \| --------- \| -------------------------- \| \| 26 de febrero \| Hiroshima \| Sanfrecce Hiroshima \| \| Hokkaido Consadole Sapporo \| \| 26 de febrero \| Tosu \| Sagan Tosu \| \| Yokohama F.C. \| \| 4 de marzo \| Yokohama \| Yokohama F.C. \| \| Hokkaido Consadole Sapporo \| \| 4 de marzo \| Hiroshima \| Sanfrecce Hiroshima \| \| Sagan Tosu \| \| 8 de abril \| Sapporo \| Hokkaido Consadole Sapporo \| \| Sanfrecce Hiroshima \| \| 8 de abril \| Yokohama \| Yokohama F.C. \| \| Sagan Tosu \| \| 22 de abril \| Sapporo \| Hokkaido Consadole Sapporo \| \| Yokohama F.C. \| \| 22 de abril \| Tosu \| Sagan Tosu \| \| Sanfrecce Hiroshima \| \| 6 de mayo \| Sapporo \| Hokkaido Consadole Sapporo \| \| Sagan Tosu \| \| 6 de mayo \| Hiroshima \| Sanfrecce Hiroshima \| \| Yokohama F.C. \| |           |                            |           |                            |
| Fecha | Lugar     | Local                      | Resultado | Visitante                  |
| 26 de febrero | Hiroshima | Sanfrecce Hiroshima        |           | Hokkaido Consadole Sapporo |
| 26 de febrero | Tosu      | Sagan Tosu                 |           | Yokohama F.C.              |
| 4 de marzo | Yokohama  | Yokohama F.C.              |           | Hokkaido Consadole Sapporo |
| 4 de marzo | Hiroshima | Sanfrecce Hiroshima        |           | Sagan Tosu                 |
| 8 de abril | Sapporo   | Hokkaido Consadole Sapporo |           | Sanfrecce Hiroshima        |
| 8 de abril | Yokohama  | Yokohama F.C.              |           | Sagan Tosu                 |
| 22 de abril | Sapporo   | Hokkaido Consadole Sapporo |           | Yokohama F.C.              |
| 22 de abril | Tosu      | Sagan Tosu                 |           | Sanfrecce Hiroshima        |
| 6 de mayo | Sapporo   | Hokkaido Consadole Sapporo |           | Sagan Tosu                 |
| 6 de mayo | Hiroshima | Sanfrecce Hiroshima        |           | Yokohama F.C.              |

### Grupo D
| Equipo          | Pts | PJ | PG | PE | PP | GF | GC | DG |
| --------------- | --- | -- | -- | -- | -- | -- | -- | -- |
| Kashiwa Reysol  | 9   | 3  | 3  | 0  | 0  | 5  | 1  | +4 |
| Gamba Osaka     | 4   | 3  | 1  | 1  | 1  | 3  | 3  | 0  |
| Shonan Bellmare | 3   | 3  | 1  | 0  | 2  | 2  | 3  | -1 |
| Oita Trinita    | 1   | 3  | 0  | 1  | 2  | 2  | 5  | -3 |

| \| Fecha \| Lugar \| Local \| Resultado \| Visitante \| \| ------------- \| --------- \| --------------- \| --------- \| --------------- \| \| 16 de febrero \| Hiratsuka \| Shonan Bellmare \| 1:0 \| Oita Trinita \| \| 16 de febrero \| Suita \| Gamba Osaka \| 0:1 \| Kashiwa Reysol \| \| 5 de agosto \| Ōita \| Oita Trinita \| 1:1 \| Gamba Osaka \| \| 5 de agosto \| Kashiwa \| Kashiwa Reysol \| 1:0 \| Shonan Bellmare \| \| 12 de agosto \| Kashiwa \| Kashiwa Reysol \| 3:1 \| Oita Trinita \| \| 12 de agosto \| Hiratsuka \| Shonan Bellmare \| 1:2 \| Gamba Osaka \| |           |                 |           |                 |
| Fecha | Lugar     | Local           | Resultado | Visitante       |
| 16 de febrero | Hiratsuka | Shonan Bellmare | 1:0       | Oita Trinita    |
| 16 de febrero | Suita     | Gamba Osaka     | 0:1       | Kashiwa Reysol  |
| 5 de agosto | Ōita      | Oita Trinita    | 1:1       | Gamba Osaka     |
| 5 de agosto | Kashiwa   | Kashiwa Reysol  | 1:0       | Shonan Bellmare |
| 12 de agosto | Kashiwa   | Kashiwa Reysol  | 3:1       | Oita Trinita    |
| 12 de agosto | Hiratsuka | Shonan Bellmare | 1:2       | Gamba Osaka     |

| \| Fecha \| Lugar \| Local \| Resultado \| Visitante \| \| ------------- \| --------- \| --------------- \| --------- \| --------------- \| \| 26 de febrero \| Hiratsuka \| Shonan Bellmare \| \| Kashiwa Reysol \| \| 26 de febrero \| Ōita \| Oita Trinita \| \| Gamba Osaka \| \| 4 de marzo \| Kashiwa \| Kashiwa Reysol \| \| Oita Trinita \| \| 4 de marzo \| Suita \| Gamba Osaka \| \| Shonan Bellmare \| \| 8 de abril \| Kashiwa \| Kashiwa Reysol \| \| Shonan Bellmare \| \| 8 de abril \| Suita \| Gamba Osaka \| \| Oita Trinita \| \| 22 de abril \| Hiratsuka \| Shonan Bellmare \| \| Gamba Osaka \| \| 22 de abril \| Ōita \| Oita Trinita \| \| Kashiwa Reysol \| \| 6 de mayo \| Kashiwa \| Kashiwa Reysol \| \| Gamba Osaka \| \| 6 de mayo \| Ōita \| Oita Trinita \| \| Shonan Bellmare \| |           |                 |           |                 |
| Fecha | Lugar     | Local           | Resultado | Visitante       |
| 26 de febrero | Hiratsuka | Shonan Bellmare |           | Kashiwa Reysol  |
| 26 de febrero | Ōita      | Oita Trinita    |           | Gamba Osaka     |
| 4 de marzo | Kashiwa   | Kashiwa Reysol  |           | Oita Trinita    |
| 4 de marzo | Suita     | Gamba Osaka     |           | Shonan Bellmare |
| 8 de abril | Kashiwa   | Kashiwa Reysol  |           | Shonan Bellmare |
| 8 de abril | Suita     | Gamba Osaka     |           | Oita Trinita    |
| 22 de abril | Hiratsuka | Shonan Bellmare |           | Gamba Osaka     |
| 22 de abril | Ōita      | Oita Trinita    |           | Kashiwa Reysol  |
| 6 de mayo | Kashiwa   | Kashiwa Reysol  |           | Gamba Osaka     |
| 6 de mayo | Ōita      | Oita Trinita    |           | Shonan Bellmare |

### Mejor segundo
Entre los equipos que finalizaron en el segundo lugar de sus respectivos grupos, el mejor avanzó a cuartos de final.
| Equipo              | Gr | Pts | PJ | PG | PE | PP | GF | GC | DG |
| ------------------- | -- | --- | -- | -- | -- | -- | -- | -- | -- |
| Nagoya Grampus      | A  | 7   | 3  | 2  | 1  | 0  | 6  | 2  | +4 |
| Urawa Red Diamonds  | B  | 6   | 2  | 1  | 0  | 1  | 5  | 3  | +2 |
| Sanfrecce Hiroshima | C  | 4   | 2  | 1  | 0  | 1  | 3  | 2  | +1 |
| Gamba Osaka         | D  | 4   | 3  | 1  | 1  | 1  | 3  | 3  | 0  |

## Fase final

### Cuadro de desarrollo
|  | Cuartos de final           | Cuartos de final |                |                     | Semifinales  | Semifinales  |  |                | Final              | Final              |  |
|  | 2 de septiembre            | 2 de septiembre  |                |                     | 7 de octubre | 7 de octubre |  |                | 4 de enero de 2021 | 4 de enero de 2021 |  |
|  |                            |                  |                |                     |              |              |  |                |                    |                    |  |
|  |                            |                  |                |                     |              |              |  |                |                    |                    |  |
|  | Hokkaido Consadole Sapporo | 1 (4)            |                |                     |              |              |  |                |                    |                    |  |
|  | Hokkaido Consadole Sapporo | 1 (4)            |                |                     |              |              |  |                |                    |                    |  |
|  | Yokohama F. Marinos (p)    | 1 (5)            |                |                     |              |              |  |                |                    |                    |  |
|  | Yokohama F. Marinos (p)    | 1 (5)            |                | Yokohama F. Marinos | 0            |              |  |                |                    |                    |  |
|  |                            |                  |                | Yokohama F. Marinos | 0            |              |  |                |                    |                    |  |
|  |                            |                  | Kashiwa Reysol | 1                   |              |              |  |                |                    |                    |  |
|  | Cerezo Osaka               | 0                | Kashiwa Reysol | 1                   |              |              |  |                |                    |                    |  |
|  | Cerezo Osaka               | 0                |                |                     |              |              |  |                |                    |                    |  |
|  | Kashiwa Reysol             | 3                |                |                     |              |              |  |                |                    |                    |  |
|  | Kashiwa Reysol             | 3                |                |                     |              |              |  | Kashiwa Reysol | 1                  |                    |  |
|  |                            |                  |                |                     |              |              |  | Kashiwa Reysol | 1                  |                    |  |
|  |                            |                  | F.C. Tokyo     | 2                   |              |              |  |                |                    |                    |  |
|  | Vissel Kobe                | 0                | F.C. Tokyo     | 2                   |              |              |  |                |                    |                    |  |
|  | Vissel Kobe                | 0                |                |                     |              |              |  |                |                    |                    |  |
|  | Kawasaki Frontale          | 6                |                |                     |              |              |  |                |                    |                    |  |
|  | Kawasaki Frontale          | 6                |                | Kawasaki Frontale   | 0            |              |  |                |                    |                    |  |
|  |                            |                  |                | Kawasaki Frontale   | 0            |              |  |                |                    |                    |  |
|  |                            |                  | F.C. Tokyo     | 2                   |              |              |  |                |                    |                    |  |
|  | F.C. Tokyo                 | 3                | F.C. Tokyo     | 2                   |              |              |  |                |                    |                    |  |
|  | F.C. Tokyo                 | 3                |                |                     |              |              |  |                |                    |                    |  |
|  | Nagoya Grampus             | 0                |                |                     |              |              |  |                |                    |                    |  |
|  | Nagoya Grampus             | 0                |                |                     |              |              |  |                |                    |                    |  |
|  |                            |                  |                |                     |              |              |  |                |                    |                    |  |

- Los horarios de los partidos corresponden al huso horario de Japón: (UTC+9)

### Cuartos de final
| 2 de septiembre de 2020, 19:03 | Hokkaido Consadole Sapporo                              | 1:1 (1:1, 0:0) (t. s.)(4:5 p.) | Yokohama F. Marinos                                                 | Estadio Sapporo Atsubetsu Park, Sapporo                    |                                                            |
|                                | Komai 53'                                               | Reporte                        | Amano 77'                                                           | Asistencia: 2.515 espectadores Árbitro(s): Hiroyuki Kimura | Asistencia: 2.515 espectadores Árbitro(s): Hiroyuki Kimura |
|                                |                                                         | Tiros desde el punto penal     |                                                                     |                                                            |                                                            |
|                                | Douglas Oliveira · Arano · M.T. Kim · Nakano · Fukumori |                                | Thiago Martins · Marcos Júnior · Júnior Santos · Onaiwu · Matsubara |                                                            |                                                            |

| 2 de septiembre de 2020, 19:03 | Cerezo Osaka | 0:3 (0:1) | Kashiwa Reysol            | Estadio Yanmar Nagai, Osaka                           |                                                       |
|                                |              | Reporte   | Goya 40' · Esaka 83', 90' | Asistencia: 3.257 espectadores Árbitro(s): Ryūji Satō | Asistencia: 3.257 espectadores Árbitro(s): Ryūji Satō |

| 2 de septiembre de 2020, 19:03 | Vissel Kobe | 0:6 (0:3) | Kawasaki Frontale                                                         | Estadio Noevir, Kōbe                                    |                                                         |
|                                |             | Reporte   | Kobayashi 7', 13' · Saitō 21' · Ienaga 46' · Wakizaka 72' · Miyashiro 87' | Asistencia: 3.925 espectadores Árbitro(s): Yūsuke Araki | Asistencia: 3.925 espectadores Árbitro(s): Yūsuke Araki |

| 2 de septiembre de 2020, 19:03 | F.C. Tokyo                  | 3:0 (1:0) | Nagoya Grampus | Estadio Ajinomoto, Chōfu                               |                                                        |
|                                | Abe 37', 53' · Adaílton 76' | Reporte   |                | Asistencia: 3.558 espectadores Árbitro(s): Minoru Tōjō | Asistencia: 3.558 espectadores Árbitro(s): Minoru Tōjō |

### Semifinales
| 7 de octubre de 2020, 19:03 | Yokohama F. Marinos | 0:1 (0:1) | Kashiwa Reysol | Estadio Mitsuzawa, Yokohama                               |                                                           |
|                             |                     | Reporte   | Yamashita 11'  | Asistencia: 4.785 espectadores Árbitro(s): Masaaki Iemoto | Asistencia: 4.785 espectadores Árbitro(s): Masaaki Iemoto |

| 7 de octubre de 2020, 19:03 | Kawasaki Frontale | 0:2 (0:1) | F.C. Tokyo       | Estadio Atlético Todoroki, Kawasaki                         |                                                             |
|                             |                   | Reporte   | Leandro 14', 62' | Asistencia: 6.635 espectadores Árbitro(s): Yūichi Nishimura | Asistencia: 6.635 espectadores Árbitro(s): Yūichi Nishimura |

### Final
Originalmente programada para el 7 de noviembre de 2020, la final se pospuso 3 días antes después de que 13 de los miembros del club Kashiwa Reysol, incluido su entrenador de 70 años, Nelsinho Baptista y tres jugadores, dieran positivo por COVID-19. Luego, se programó para disputarse el 4 de enero de 2021, tres días después de la final de la Copa del Emperador 2020.
| 4 de enero de 2021, 14:41 | Kashiwa Reysol | 1:2 (1:1) | F.C. Tokyo                 | Estadio Nacional, Tokio                                        |                                                                |
|                           | Segawa 45'     | Reporte   | Leandro 16' · Adaílton 74' | Asistencia: 24.219 espectadores Árbitro(s): Kōichirō Fukushima | Asistencia: 24.219 espectadores Árbitro(s): Kōichirō Fukushima |

#### Detalles
| 17         | Guardameta     | Kim Seung-gyu     |     |
| 24         | Defensa        | Naoki Kawaguchi   |     |
| 25         | Defensa        | Takuma Ōminami    |     |
| 50         | Defensa        | Tatsuya Yamashita |     |
| 4          | Defensa        | Taiyō Koga        |     |
| 7          | Centrocampista | Hidekazu Ōtani    | 78' |
| 8          | Centrocampista | Richardson        | 86' |
| 9          | Centrocampista | Cristiano         |     |
| 18         | Centrocampista | Yūsuke Segawa     | 78' |
| 10         | Delantero      | Ataru Esaka       | 78' |
| 14         | Delantero      | Michael Olunga    |     |
| Entrenador | Entrenador     | Nelsinho Baptista |     |

| 13         | Guardameta     | Gō Hatano         |     |
| 37         | Defensa        | Hotaka Nakamura   |     |
| 4          | Defensa        | Tsuyoshi Watanabe |     |
| 32         | Defensa        | Joan Oumari       |     |
| 6          | Defensa        | Ryōya Ogawa       |     |
| 10         | Centrocampista | Keigo Higashi     | 67' |
| 3          | Centrocampista | Masato Morishige  |     |
| 31         | Centrocampista | Shūto Abe         |     |
| 24         | Delantero      | Taichi Hara       | 67' |
| 11         | Delantero      | Kensuke Nagai     | 90' |
| 20         | Delantero      | Leandro           |     |
| Entrenador | Entrenador     | Kenta Hasegawa    |     |

| 39 | Centrocampista | Yūta Kamiya      | 78' |
| 19 | Delantero      | Hiroto Goya      | 78' |
| 27 | Centrocampista | Masatoshi Mihara | 78' |
| 33 | Centrocampista | Hayato Nakama    | 86' |

| 7  | Centrocampista | Hirotaka Mita | 67' |
| 15 | Delantero      | Adaílton      | 67' |
| 28 | Centrocampista | Takuya Uchida | 90' |

| Anotado | 45' | Yūsuke Segawa | 1-1 |

| Anotado | 16' | Leandro  | 0-1 |
| Anotado | 74' | Adaílton | 1-2 |

| Árbitro             | Kōichirō Fukushima |
| Árbitros asistentes | Satoshi Karakami   |
| Árbitros asistentes | Yōsuke Takebe      |
| Cuarto árbitro      | Minoru Tōjō        |

| 17         | Guardameta     | Kim Seung-gyu     |     |
| 24         | Defensa        | Naoki Kawaguchi   |     |
| 25         | Defensa        | Takuma Ōminami    |     |
| 50         | Defensa        | Tatsuya Yamashita |     |
| 4          | Defensa        | Taiyō Koga        |     |
| 7          | Centrocampista | Hidekazu Ōtani    | 78' |
| 8          | Centrocampista | Richardson        | 86' |
| 9          | Centrocampista | Cristiano         |     |
| 18         | Centrocampista | Yūsuke Segawa     | 78' |
| 10         | Delantero      | Ataru Esaka       | 78' |
| 14         | Delantero      | Michael Olunga    |     |
| Entrenador | Entrenador     | Nelsinho Baptista |     |

| 13         | Guardameta     | Gō Hatano         |     |
| 37         | Defensa        | Hotaka Nakamura   |     |
| 4          | Defensa        | Tsuyoshi Watanabe |     |
| 32         | Defensa        | Joan Oumari       |     |
| 6          | Defensa        | Ryōya Ogawa       |     |
| 10         | Centrocampista | Keigo Higashi     | 67' |
| 3          | Centrocampista | Masato Morishige  |     |
| 31         | Centrocampista | Shūto Abe         |     |
| 24         | Delantero      | Taichi Hara       | 67' |
| 11         | Delantero      | Kensuke Nagai     | 90' |
| 20         | Delantero      | Leandro           |     |
| Entrenador | Entrenador     | Kenta Hasegawa    |     |

| 39 | Centrocampista | Yūta Kamiya      | 78' |
| 19 | Delantero      | Hiroto Goya      | 78' |
| 27 | Centrocampista | Masatoshi Mihara | 78' |
| 33 | Centrocampista | Hayato Nakama    | 86' |

| 7  | Centrocampista | Hirotaka Mita | 67' |
| 15 | Delantero      | Adaílton      | 67' |
| 28 | Centrocampista | Takuya Uchida | 90' |

| Anotado | 45' | Yūsuke Segawa | 1-1 |

| Anotado | 16' | Leandro  | 0-1 |
| Anotado | 74' | Adaílton | 1-2 |

| Árbitro             | Kōichirō Fukushima |
| Árbitros asistentes | Satoshi Karakami   |
| Árbitros asistentes | Yōsuke Takebe      |
| Cuarto árbitro      | Minoru Tōjō        |

|                                        |
| Bandera de Tokio                       |
| Campeón invicto F.C. Tokyo 3.er título |

## Estadísticas

### Goleadores
| Jugador                                  | Club               | Goles | PJ |
| ---------------------------------------- | ------------------ | ----- | -- |
| Yū Kobayashi                             | Kawasaki Frontale  | 4     | 5  |
| Leandro                                  | F.C. Tokyo         | 3     | 3  |
| Kaoru Mitoma                             | Kawasaki Frontale  | 3     | 5  |
| Bruno Mendes                             | Cerezo Osaka       | 3     | 4  |
| Wataru Tanaka                            | Vegalta Sendai     | 2     | 2  |
| Shō Itō                                  | Kashima Antlers    | 2     | 2  |
| Ken'yū Sugimoto                          | Urawa Red Diamonds | 2     | 2  |
| Última actualización: 5 de enero de 2021 |                    |       |    |

### Mejor Jugador
| Jugador | Club       |
| ------- | ---------- |
| Leandro | F.C. Tokyo |

### Premio Nuevo Héroe
El Premio Nuevo Héroe es entregado al mejor jugador del torneo menor de 23 años.
| Jugador    | Club         |
| ---------- | ------------ |
| Ayumu Seko | Cerezo Osaka |